# Joe Boko
Joe Boko è un cortometraggio muto del 1916 scritto e diretto da Wallace A. Carlson.

## Produzione
Il film fu prodotto dalla Essanay Film Manufacturing Company.

## Distribuzione
Distribuito dalla General Film Company, il film - un cortometraggio di animazione - uscì nelle sale cinematografiche USA il 4 aprile 1916.